# John Laughland
John Laughland (6 settembre 1963) è un giornalista britannico.

## Biografia
Conservatore euroscettico, ha conseguito un dottorato in filosofia presso l'Università di Oxford e l'Università di Monaco. Ha insegnato alla Sorbona e presso l'Institut d'Etudes Politiques di Parigi. Ha conseguito anche una laurea francese post-dottorato, con una tesi "sulla sovranità nelle relazioni internazionali". Ha inoltre contribuito a scrivere diversi articoli per i quotidiani The Guardian, Mail on Sunday, The Sunday Telegraph, The Spectator, Brussels Journal, Wall Street Journal, National Review, The American Conservative e Antiwar.com. È anche regista della Fondazione europea, un think-tank euroscettico presieduto dal parlamentare Bill Cash. Nel 2007 fu guest editor per il The Monist, mentre dal 2008 fu direttore degli studi presso l'Istituto di Democrazia e Cooperazione in Parigi. È anche membro di ricerca del Centro per la Storia dell'Europa Centrale alla Sorbona.

## Argomenti
Nel 1997 ha pubblicato il libro The Source Tainted (lett. "La fonte contaminata"), una critica nella quale si afferma che l'Unione europea condivide alcune affinità ideologiche con il fascismo, il nazismo e il comunismo, in particolare per il suo rifiuto dello stato-nazione. Sir Edward Heath, l'ex primo ministro inglese, firmatario per il Regno Unito al Trattato di Roma nel 1972, ha respinto la tesi del libro considerandola come "un assurdo... una distorsione orribile di ieri e di oggi".
Laughland ha scritto diversi articoli di giustizia penale internazionale, in cui condannava il Tribunale penale internazionale dell'Aia per il fatto di essere stato creato ultra-vires, tramite una risoluzione del Consiglio di Sicurezza delle Nazioni Unite. Laughland è in disaccordo con le sue procedure, come, ad esempio, per l'ammissibilità delle prove, anche nel caso di una "semplice voce". Considerava queste procedure degne solo di un tribunale politico, in quanto, in certi casi, tale organo ha adottato due pesi e due misure, dopo essersi rifiutato, per esempio, di aprire un'istruttoria per verificare se nel 1999 militari della NATO avessero commesso crimini di guerra nella Guerra in Jugoslavia. 
Laughland era molto critico anche con la guerra in Kosovo del 1999, così come lo è stato sulla guerra in Iraq. Sempre in prima linea, Laughland ha adottato una serie di posizioni controverse: ha criticato il sostegno occidentale all'opposizione anti-serba a Slobodan Milošević, e ha condannato la rivoluzione delle rose del novembre 2003 in Georgia, da lui considerata un mero "colpo di Stato". Nel 2004 scrisse un articolo per The Guardian, nel quale sosteneva che la coalizione del candidato presidenziale ucraino Viktor Juščenko era collegata a formazioni "neo-naziste", e che i suoi tentativi, alla fine riusciti, di prendere il potere sono stati favoriti dalla presenza nelle strade di bande di skinhead. In un articolo scritto per il periodico The Spectator, affermava che il numero di fosse comuni in Iraq venisse artificiosamente esagerato a soli fini politici, e che la preoccupazione per i massacri in Sudan fosse stata motivata esclusivamente dalla presenza, nella nazione africana, di giacimenti di petrolio.